# Madison (Wisconsin)
Pour les articles homonymes, voir Madison.
La ville de Madison est la capitale de l'État du Wisconsin, aux États-Unis. Selon les dernières estimations de 2020, sa population s'élevait à 269 840 habitants (dans une agglomération de 569 000 habitants), ce qui la plaçait au deuxième rang de l'État derrière Milwaukee et au 82e rang aux États-Unis. Siège du comté de Dane, Madison est située à 235 km au nord-ouest de Chicago.
La ville est le siège de l'université du Wisconsin.
Madison a été fondée en 1836 par un juge fédéral nommé James Duane Doty, à proximité des lacs Mendota, Monona, Kegonsa, et Waubesa. Doty a acheté 4 km2 de forêt et de marécages avec l'intention, dès le début, d'y créer une ville et de la promouvoir capitale du territoire du Wisconsin, qui venait d'être créé un an auparavant. Bien qu'elle n'existât que sur le papier, il réussit à convaincre les législateurs de s'y installer, notamment grâce à sa position géographique, et on commença à y construire le Capitole en 1837.
En 1846, Madison ne comptait que 626 résidents et, dix ans plus tard, sa population atteignait 6 863 habitants.
Lors de la guerre de Sécession, on y construisit Camp Randall, qui servit de centre d'entraînement pour l'armée nordiste, d'hôpital militaire et de camp de prisonniers. L'emplacement fut ensuite utilisé par l'université du Wisconsin à Madison.
Madison connut une croissance régulière durant le XXe siècle. La présence de l'université, de l'Edgewood College et du Madison Area Technical College contribue à une large proportion d'étudiants au sein de la population. Les réunions et fêtes estudiantines attirent d'ailleurs de nombreuses personnes hors de l'État. Certains évènements festifs, comme le Mifflin Street Block Party ou le State Street Halloween Party, ont d'ailleurs dégénéré en émeute, ce qui a conduit à leur interdiction ou leur limitation.
Grâce à une main-d'œuvre ayant un niveau d'instruction très élevé, l'économie de Madison se développe aujourd'hui autour des hautes technologies, et plus particulièrement dans le domaine de la santé et des biotechnologies. Les deux principaux employeurs restent cependant l'État du Wisconsin et l'université.
En 1996, Madison a été désignée par Money magazine comme l'endroit le plus agréable à vivre des États-Unis. Le taux de chômage y est faible, et la municipalité encourage l'utilisation du vélo. Certains quartiers sont piétonniers, et la ville dispose de nombreuses pistes cyclables.
Madison est la ville des États-Unis qui compte le plus d'élus du Parti vert des États-Unis, c'est-à-dire huit.

## Histoire
Madison a été créée en 1836 lorsque l'ancien juge fédéral James Duane Doty acheta près de 4 km2 de marais et de forêt sur l'isthme entre les lacs Mendota et Monona dans la « région des quatre lacs » (« Four Lakes Region ») avec l'intention de construire une nouvelle ville sur ce site. Le territoire du Wisconsin avait été créé plus tôt cette même année, la législature territoriale se trouvait à Belmont. L'une des tâches de la législature était de choisir un lieu pour y construire la capitale permanente du territoire. Doty a fortement incité la législature à choisir Madison comme nouvelle capitale. Il y avait deux villes dans les environs à se présenter en tant que capitale, Madison et « The City of Four Lakes », près de l'actuelle Middleton. En dépit du fait que Madison n'était encore seulement qu'une ville sur le papier, la législature territoriale vota le 28 novembre en sa faveur à cause de sa localisation à mi-chemin entre la nouvelle et grandissante ville de Milwaukee à l'est et le poste stratégique établi depuis longtemps Prairie du Chien à l'ouest, et de sa proximité avec la région des mines de plomb, fortement peuplée, au sud-ouest et avec la ville la plus vieille du Wisconsin, Green Bay au nord-est. La ville fut nommée d'après James Madison, un fameux « Père fondateur » qui venait de mourir (le 28 juin 1836), et les avenues furent nommées d'après les 39 personnes ayant signé la Constitution des États-Unis.
La dernière pierre du capitole du Wisconsin fut posée en 1837, et la législature s'y est réunie pour la première fois en 1838. Madison a été incorporée comme village en 1846, avec une population de 626 habitants. Quand le Wisconsin devint un État en 1848, Madison est restée la capitale et devint le siège de l'université du Wisconsin. La Milwaukee & Mississippi Railroad (prédécesseur de ce qui deviendra la Milwaukee Road) relia Madison en 1854. Madison devint une ville en 1856, avec une population de 6 863 habitants. Le capitole original fut déplacé en 1863. Le second a brûlé en 1904, et le capitole actuel a été érigé entre 1906 et 1917.
Durant la guerre de Sécession, Madison fut le centre de l'armée de l'Union dans le Wisconsin. L’intersection de Milwaukee, East Washington, Winnebago et North Streets est connue sous le nom de Union Corners, car une taverne s'y trouvant était le dernier arrêt pour les soldats de l'Union avant de partir pour combattre les confédérés. Camp Randall fut construit et utilisé comme un camp d'entraînement, un hôpital militaire, et une prison pour les soldats confédérés capturés. Après la fin de la guerre, Camp Randall fut racheté par l'université du Wisconsin à Madison. Le Camp Randall Stadium fut construit sur le site en 1917 et contenait des systèmes de mise à feu militaire sous le stade jusqu'à une date récente.
Madison continua son expansion pendant le XXe siècle. Aujourd'hui, Madison est la seconde plus grande ville du Wisconsin et continue de grandir fortement.

## Géographie

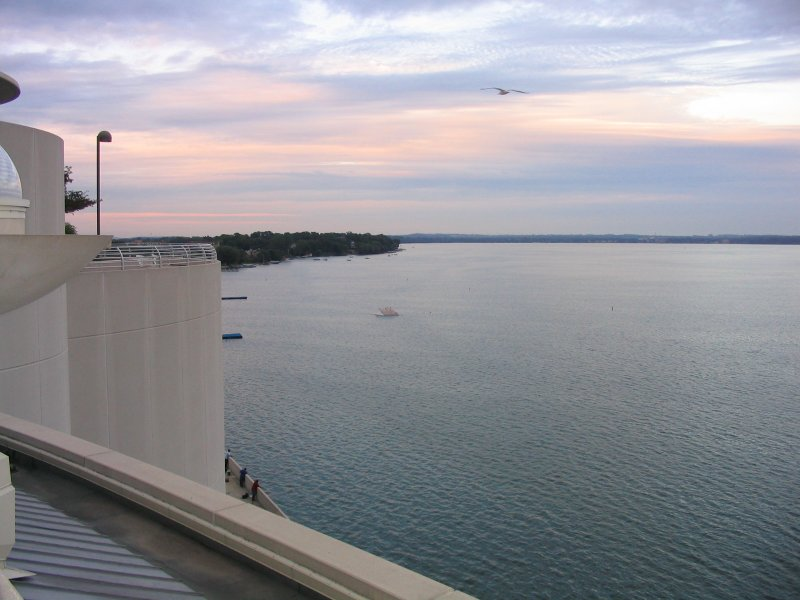
Vue du lac Monona depuis Monona Terrace.

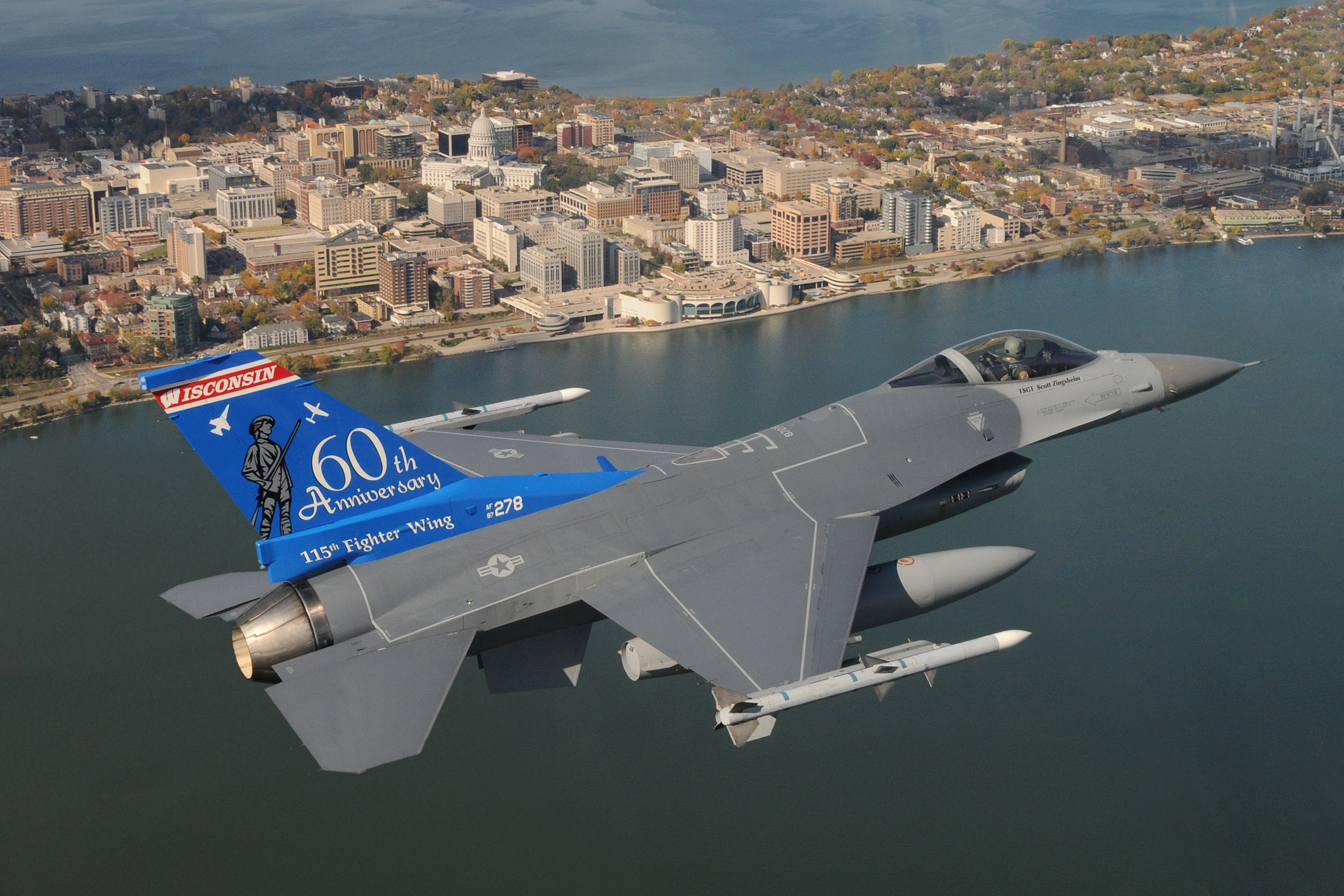
F-16 patrouillant au-dessus de la ville.

Madison est situé au centre du comté de Dane, au centre-sud de l'État du Wisconsin dans la région du Midwest, à 148 km à l'ouest de Milwaukee et à 235 km au nord-ouest de Chicago (Illinois). Le territoire de la ville englobe presque entièrement les villages de Maple Bluff et Shorewood Hills. Madison partage des frontières avec ses plus grandes banlieues tel que Middleton, et trois autres communautés, McFarland, Sun Prairie, et Fitchburg (qui était une commune avant d'être incorporé). Les bords de la ville approchent aussi les villages de Verona et Waunakee.
D'après le Bureau du recensement des États-Unis, Madison a une superficie de 219,3 km2. Dont 177,9 km2 sont des terres et 41,5 km2 soit 18,91 % sont de l'eau.
La ville est parfois décrite comme The City of Four Lakes (« La ville des quatre lacs »), comprenant quatre lacs successifs sur la rivière Yahara : le lac Mendota (« quatrième lac »), le lac Monona (« troisième lac »), le lac Waubesa (« deuxième lac ») et le lac Kegonsa (« premier lac »), toutefois les lacs Waubesa et Kegonsa ne sont pas réellement dans Madison, mais se trouvent juste au sud de celle-ci. Un cinquième lac, plus petit, le lac Wingra, se trouve aussi dans la ville, mais pas dans la série des lacs de la rivière Yahara. Le centre-ville se trouve sur un isthme entre les lacs Mendota et Monona, mais la ville s'est depuis longtemps étendue au-delà. La rivière Yahara se jette dans la rivière Rock qui plus loin se jette dans le Mississippi.

### Climat
Madison, et tout le sud du Wisconsin, a un climat tempéré, ou plus spécifiquement un climat de façade orientale (Classification de Köppen : Dfa), caractérisé par un temps variable et de grandes différences de température entre les saisons, avec d'occasionnelles chutes de neige ; en été les températures atteignent souvent les 26 °C à 32 °C.
| Moyenne mensuelle, records de hautes et basses températures et moyenne des précipitations |      |      |      |      |      |       |      |       |      |       |      |      |
| Mois                                                                                      | Jan  | Fév  | Mar  | Avr  | Mai  | Juin  | Juil | Août  | Sep  | Oct   | Nov  | Déc  |
| Rec Hautes °C                                                                             | 13   | 18   | 28   | 34.5 | 34   | 38    | 40   | 39    | 37   | 32    | 24.5 | 18   |
| Norm Hautes °C                                                                            | -4   | -1   | 6    | 14   | 21   | 26    | 28   | 26    | 22   | 15    | 6    | -1   |
| Norm Basses °C                                                                            | -13  | -10  | -4   | 2    | 8    | 13    | 16   | 15    | 10   | 4     | -2   | -9   |
| Rec Basses °C                                                                             | -38  | -33  | -33  | -32  | -7   | -0.5  | 2    | 2     | -4   | -10.5 | -24  | -32  |
| Précip (mm)                                                                               | 31.7 | 32.5 | 57.9 | 85   | 82.5 | 102.8 | 99.8 | 125.2 | 78.2 | 55.3  | 58.6 | 42.1 |
| Source: US Travel Weather                                                                 |      |      |      |      |      |       |      |       |      |       |      |      |

### Urbanisme

#### Transport

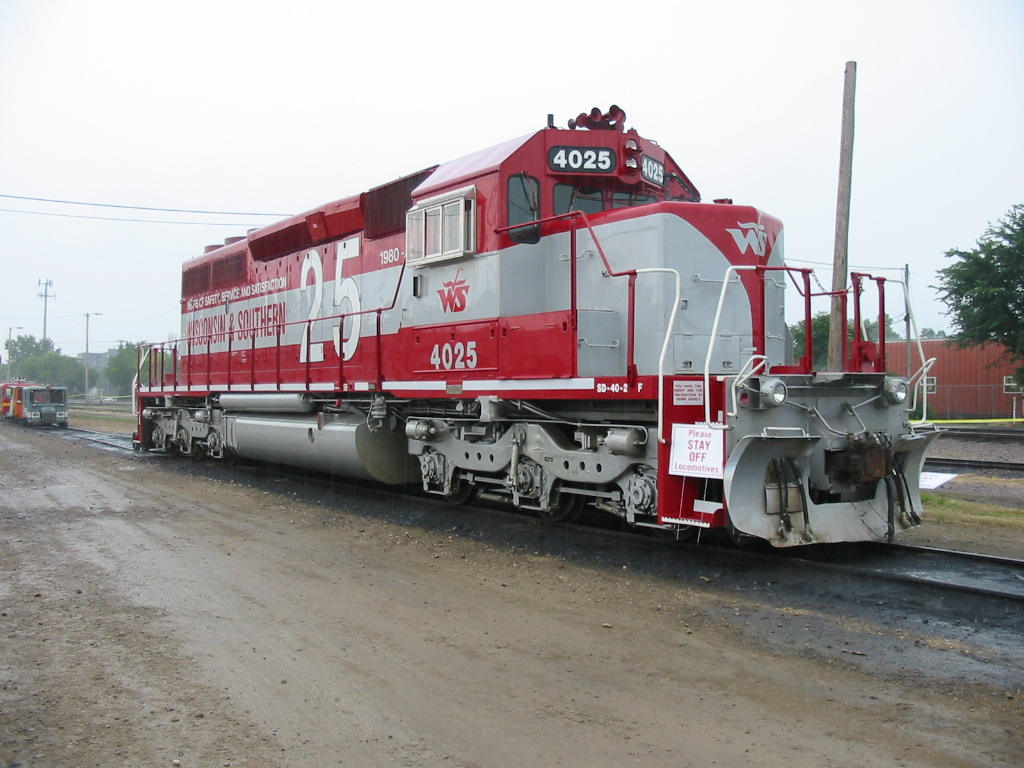
La WSOR no 4025 peint pour le de la voie, photo prise à Madison le 23 juillet 2005.

Madison est desservi par l'aéroport régional du comté de Dane, qui sert 100 vols commerciaux en moyenne par jour et près de 1,6 million de passagers par an. Le Madison Metro est le service de bus de Madison qui dessert la ville et des localités avoisinantes. Le temps d'attente entre chaque bus, sans les transferts, est d'une demi-heure ou plus. Madison possède aussi ses taxis.
Un métro léger a été proposé mais est resté à l'état de projet pendant des années. Une ligne à grande vitesse partant de Chicago passant à travers Milwaukee et Madison jusqu'à Minneapolis, a aussi été proposé en tant que Midwest Regional Rail Initiative. Cependant pendant un certain temps, quand l'ancien Gouverneur du Wisconsin Tommy Thompson était le président d'Amtrak, la gare la plus proche se trouvait à Columbus (Wisconsin). Les bus régionaux connectent Madison à Milwaukee, Janesville, Beloit, et dans l'Illinois, Rockford, l'aéroport international O'Hare de Chicago, et Chicago.
Les services de train de fret sont opérés à Madison par la Wisconsin and Southern Railroad (WSOR), qui y opère depuis 1980, ayant succédé au réseau ferroviaire propriétaire au XIXe siècle, la Chicago and North Western et la Milwaukee Road. Certains des métros légers devraient utiliser les voies de la WSOR, comme la ligne entre le Kohl Center et Middleton.
Les Interstate 39, 90, et 94 se croisent à Madison, liant la ville à Milwaukee, Chicago, Rockford et Minneapolis.

## Politique
Madison est associée à « Fighting Bob » La Follette et le Parti progressiste. Le magazine de La Follette, The Progressive, fondé en 1909, est encore publié à Madison aujourd'hui. La ville a appuyé le Parti démocrate lors des élections nationales durant toute la deuxième moitié du XXe siècle, et les partis libéraux et progressiste obtiennent souvent la majorité lors des élections municipales. Les détracteurs surnomment Madison The People's Republic of Madison (en français : « La République populaire de Madison »), ou Left Coast of Wisconsin (en français : « La côte gauche du Wisconsin »), ou aussi 70 square miles of insanity surrounded by reality (en français : « 70 mi² de folie entouré par la réalité »). Cette dernière expression a été utilisée pour la première fois par l'ancien gouverneur républicain du Wisconsin, Lee S. Dreyfus, durant sa campagne en 1978.
La contre-culture était centrée dans les quartiers de Mifflin et Bassett Streets, appelés Mifflin-Bassett ou Miffland. La zone comprend beaucoup d'immeubles à trois étages où vivent les étudiants et les adeptes de la contre-culture, usant de substances illicites, et taguant les murs. Le quartier a souvent des conflits avec les autorités, particulièrement avec le maire républicain Bill Dyke. Dyke était vu par les étudiants comme un antagoniste à la protestation de la guerre du Viêt Nam, en raison de ses efforts dans le but de supprimer toutes les émeutes sur le campus qui avaient causé des dégâts matériels. La Mifflin Street Block Party annuelle devint un point de protestation.
Durant la fin des années 1960 et le début des années 1970, des milliers d'étudiants et de citoyens prirent part à une marche anti-Guerre du Viêt Nam, avec des incidents plus violents attirant l'attention nationale sur la ville et sur le campus :
- la protestation des étudiants sur la Dow Chemical en 1967, avec 74 blessés ;
- la grève de 1969 pour une plus grande sécurité et plus de droits pour les étudiants afro-américains, qui nécessita le déploiement de la Garde nationale ;
- l'incendie de 1970 qui endommagea le bureau du président du ROTC de l'armée dans le Old Red Gym ;
- la bombe de l'été 1970 à l'ANFO du Sterling Hall qui héberge l'Army Mathematics Research Center, tuant un étudiant, Robert Fassnacht. Quatre personnes du New Year's Gang furent liés à l'explosion. (voir Explosion du Sterling Hall)

Ces protestations ont été le sujet du documentaire The War at Home. Tom Battes écrivit aussi le livre Rads à ce sujet  (ISBN 0-06-092428-4).
Les électeurs de la ville sont plus libéraux que ceux du reste du Wisconsin. Par exemple, 76 % ont voté contre l'amendement qui allait interdire les unions homosexuelles, même si celui-ci passa au niveau de l'État avec 59 % des voix.
Le maire Dave Cieslewicz est un membre de la Mayors Against Illegal Guns Coalition. La coalition est codirigée par le maire de Boston, Thomas Menino, et celui de New York, Michael Bloomberg.

### Jumelages
- Ainaro (Timor-Leste) depuis 2001
- Arcatao (Salvador)
- Bac Giang (Vietnam)
- Cuzco (Pérou)
- Camagüey (Cuba) depuis 1988
- Fribourg-en-Brisgau (Allemagne) depuis 1986
- Managua (Nicaragua) depuis 1987
- Mantoue (Italie) depuis 2001
- Obihiro (Japon)
- Vilnius (Lituanie)

## Population et société

### Démographie
L'aire urbaine de Madison avait 543 022 habitants en 2006, faisant de celle-ci la seconde aire urbaine la plus peuplée de l'État, après Milwaukee. Le comté de Dane est aussi l'un des comtés à la croissance la plus rapide du Wisconsin, avec près de 60 000 personnes en plus par décennie.
| Groupe                           | Madison | Wisconsin | États-Unis |
| -------------------------------- | ------- | --------- | ---------- |
| Blancs                           | 78,9    | 86,2      | 72,4       |
| Asiatiques                       | 7,4     | 2,3       | 4,8        |
| Afro-Américains                  | 7,3     | 6,3       | 12,6       |
| Métis                            | 3,1     | 1,8       | 2,9        |
| Autres                           | 2,9     | 2,4       | 6,2        |
| Amérindiens                      | 0,4     | 1,0       | 0,9        |
| Total                            | 100     | 100       | 100        |
|                                  |         |           |            |
| Hispaniques et Latino-Américains | 6,8     | 5,9       | 16,7       |

Selon l'American Community Survey, pour la période 2011-2015, 19,0 % de la population vit sous le seuil de pauvreté (15,5 % au niveau national). Ce taux masque des inégalités importantes, puisqu'il est 37,9 % pour les Afro-Américains, de 28,7 % pour les Latinos, 27,3 % pour les Asio-Américains et de 15,0 % pour les Blancs non hispaniques.
Selon l'American Community Survey, pour la période 2011-2015, 84,23 % de la population âgée de plus de 5 ans déclare parler anglais à la maison, alors que 5,94 % déclare parler l'espagnol, 2,03 % une langue chinoise, 1,55 % le hmong, 0,68 % le coréen, 0,61 % le thaï, 0,57 % l'allemand et 4,40 % une autre langue.

### Éducation

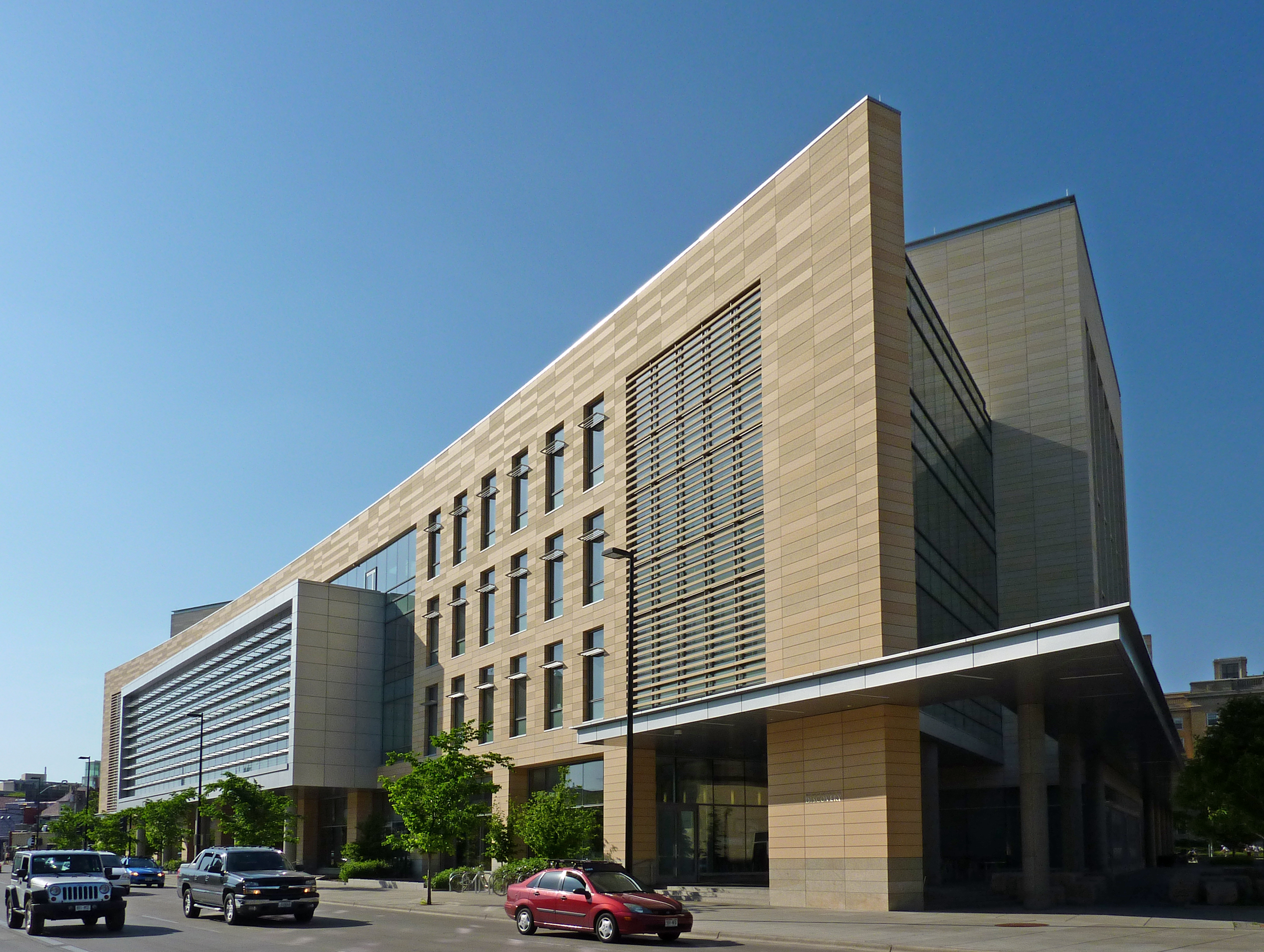
L'institut de recherche de l'université du Wisconsin à Madison.

À Madison se trouve l'université du Wisconsin à Madison, aussi bien que le Edgewood College, le Madison Area Technical College, l'Herzing College, et le Madison Media Institute, apportant à la ville une population étudiante de 50 000 personnes. L'université du Wisconsin contribue en majorité à cet apport avec à elle seule près de 41 000 étudiants. Ceci en fait une des universités les plus grandes des États-Unis. Le sport est l'une des grandes spécialités de l'université, dans le domaine intérieur et le domaine interuniversité. L'équipe d'athlètes de l'université, surnommé « The Badgers », est considérée comme l'une des meilleures à travers les États-Unis.
Des programmes additionnels sont disponibles sur des campus satellites tels que celle de Lakeland College, de l'Upper Iowa University, de l'université de Phoenix, et à l'université cardinal Stritch pour les étudiants ayant un emploi à temps plein.
Le Madison Metropolitan School District s'étend sur la ville et les villages alentour. Avec environ près de 25 000 étudiants répartis dans 46 écoles, c'est l'un des plus grands districts du Wisconsin. Madison a eu plus de 6 fois le statut de semi-finaliste dans le concours national du mérite scolaire qui compare les districts. Les cinq universités sont : James Madison Memorial, Madison West, Madison East, Madison LaFollette, et Malcolm Shabazz. La plupart des écoles privées notables sont Edgewood High School, sur le campus du Edgewood College et Wingra School qui accompagne les élèves de la maternelle au 8e grade. St. Ambrose Academy est une université allant du 6e au 12e grade.

### Religions
- Diocèse de Madison (en)
- Liste des évêques de Madison
- Communauté Madison Baha'i

### Médias
Madison est une ville où une grande variété de publications ont lieu ce qui montre son rôle de capitale et sa diversité politique et culturelle. Le Wisconsin State Journal (circulation journalière : ~95 000 ; samedis : ~155 000) est publié le matin, alors que le The Capital Times (lundi-samedi : ~20 000) est publié dans l'après-midi. Cependant unis dans un accord de fonctionnement ils sont publiés sous le nom de Capital Newspapers, le Journal est possédé par la Lee Enterprises, tandis que le Times est indépendant. Wisconsin State Journal est le descendant du Wisconsin Express, fondé sur le Territoire du Wisconsin en 1839. The Capital Times a été fondé en 1917 par William T. Evjue, un homme d'affaires en désaccord avec le State Journal qui avait critiqué le sénateur de l'État, Robert M. La Follette, Sr. pour son opposition à l'entrée des États-Unis dans la Première Guerre mondiale. À part le Capital Newspapers, Lee possède également beaucoup d'autres journaux dans le sud-ouest du Wisconsin et dans le nord-est de l’Iowa.
La ville accueille aussi l'hebdomadaire Isthmus (circulation hebdomadaire: ~65 000), qui a été fondé en 1976. The Onion, un hebdomadaire satirique, fondé aussi à Madison en 1988 et a gardé son siège dans la ville, bien que les éditeurs furent déplacés à New York en 2000. Deux journaux étudiants sont publiés durant l'année scolaire, The Daily Cardinal (lundi-vendredi : ~10 000) et The Badger Herald (lundi-vendredi: ~16 000). L'Herald commença durant le tumulte de la guerre du Viêt Nam comme alternative conservatrice au journal libéral Cardinal. Madison est aussi le lieu d'édition de plusieurs journaux sur la musique, la politique, et les sports, dont The Madison Times, Wisconsin Sports Weekly, The Mendota Beacon, The Madison Observer et The Simpson Street Free Press.
À Madison se trouve aussi The Progressive, un périodique de gauche qui est très connu pour l'attaque du gouvernement en 1979 pour que le Progressive supprime un des articles avant sa publication. Cependant, le magazine utilisa le premier amendement, United States / The Progressive, Inc. Durant les années 1970, il y a eu deux hebdomadaires radicaux publiés à Madison, le TakeOver et le Free for All.
WORT Community Radio a été fondé par des Madisoniens progressistes en 1975 est l'une des plus anciennes radios des États-Unis. WORT offre à ses auditeurs des programmes musicaux et des débats.
Le signal FM de la WORT est captable jusqu'à 96-192 km autour de Madison. La station émet ses programmes en high quality (96K) et en basse qualité (32K).
La station de Wisconsin Public Radio de Madison, WHA, était l'une des premières radios à émettre aux États-Unis, et continue encore aujourd'hui.

## Économie

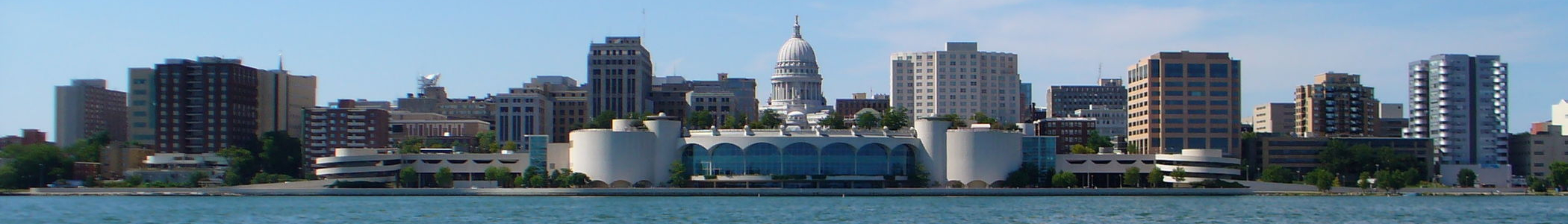
Panorama du centre de Madison.

Le gouvernement de l'État du Wisconsin et l'université du Wisconsin à Madison sont les deux plus grands employeurs de Madison. Cependant, l'économie de Madison, aujourd'hui, évolue d'une économie basée sur le gouvernement à une économie de services de consommation et de la haute technologie, particulièrement dans la santé, la biotechnologie et le secteur publicitaire. Commençant dans les années 1990, la ville a connu un boom économique soudain et a, comparativement, presque pas été atteinte par la récession. La plupart des expansions ont eu lieu au sud et à l'ouest de la ville, mais c'est aussi ressenti sur la partie est près des Interstate 39, 90 et 94 et le long des rives nord du lac Mendota. Le soutien au boom est le développement de compagnies High-Tech, beaucoup d'activités stimulées par l'université du Wisconsin à Madison travaillant avec des entreprises locales et des entrepreneurs pour transférer les résultats des recherches universitaires dans des applications publiques, comme dans la biotechnologie.
Certains secteurs sont attirés par les compétences de Madison, en utilisant le haut niveau d'éducation locale. D'après city-data.com, Madison a 48,2 % de sa population ayant plus de 25 ans possédant le bac ou un niveau supérieur. Le magazine Forbes rapporta en 2004 que Madison a le plus haut pourcentage de Ph.D.s dans le pays. En 2005, Forbes lista la ville comme celle ayant le plus bas taux de chômage avec 2,5 %, moins de la moitié de celui des États-Unis en 2004. En 2006, le même magazine nomma Madison comme 31e dans le top 200 pour la meilleure place pour les affaires et la carrière. Forbes a, de plus, nommé Madison dans le top 10 plusieurs fois dans les décennies précédentes.
D'après le Wisconsin State Journal, Madison et la ville de Milwaukee coopéreront pour amener plus d'affaires dans la région. Un des espoirs de ce projet inclut l'arrivée attendue du transport ferroviaire régional. Comme les deux villes se développent et se rapprochent de plus en plus, la région est parfois appelée « Madwaukee ». La plus grande région qui inclut Chicago et Minneapolis-Saint Paul a été surnommée Circle City.

### Commerces

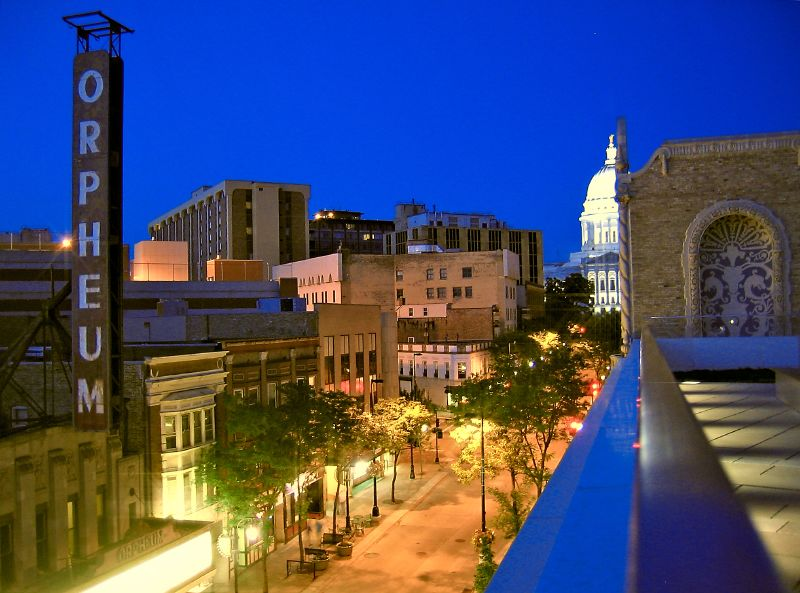
La rue commerçante de State Street de nuit.

Le plus grand employeur de Madison est le gouvernement de l'État du Wisconsin, incluant donc tous les départements d'État tels que le Wisconsin Department of Natural Resources, le Wisconsin Department of Tourism, le Wisconsin Department of Corrections, le Wisconsin Attorney General, et d'autres. Ceci inclut aussi l'université du Wisconsin à Madison.
Madison est aussi le site d'accueil de compagnies telles que les divisions nord-américaines de Spectrum Brands (anciennement Rayovac), d'Alliant Energy, d'American Family Insurance, de la Credit Union National Association, du CUNA Mutual Group. Les compagnies de technologie de la zone sont la TomoTherapy, la Sonic Foundry, la Raven Software, l'Human Head Studios, la Renaissance Learning, la Flame Front Software, l'Epic Systems Corporation, et la Berbee Information Networks. Certaines firmes biotechnologiques existent aussi dans le secteur, dont la PanVera, maintenant faisant partie de Invitrogen, la Promega, la Third Wave Technologies et la Nimblegen basée en Islande.
Oscar Mayer a été implanté à Madison pendant des décennies, et a été une affaire familiale durant plusieurs années avant d'être revendu à Kraft Foods (aujourd'hui Mondelez International). La chaîne de pizza Rocky Rococo et Pizza Pit commencèrent toutes deux à Madison. Madison est aussi le lieu où siège les présidents de la Famous Footwear.
L'Université du Wisconsin Hospital and Clinics est un important centre régional d'apprentissage et un centre traumatique. D'autres hôpitaux de Madison incluent la St. Mary's Hospital, la Meriter Hospital et le VA Medical Center.

## Culture

### Musique
La musique à Madison couvre un large spectre de genres musicaux.
L'Opéra de Madison présente une saison pleine avec au moins deux productions et le populaire Opera in the Park (qui a accueilli près de 10 000 amateurs de musique durant l'été 2005).

#### Groupes populaires et musiques
Garbage est le groupe le plus reconnu par la ville pour sa contribution à la musique populaire. Le multi-million d'albums vendus par le groupe pop-rock est basé hors de Madison depuis sa formation en 1994 par le producteur Butch Vig de Viroqua. Vig est bien connu pour la création d'albums de groupes célèbres tels que The Smashing Pumpkins et Nirvana. Les membres du groupe sludge/stoner metal Bongzilla y sont établis.

#### Festivals de musique
Les mois d'été permettent la découverte des festivals de musique de la ville, les plus connus le Waterfront Festival, le Willy St. Fair, l’Atwood Summerfest, le Madison Area Music Awards Show, l’Orthon Park Festival, le Greekfest, la WORT Block Party et le Madison Blues Festival, avec à chaque fois de nouveaux festivals. L'un des derniers ajouts est la « Fête de Marquette », ayant lieu aux environs du 14 juillet (la Prise de la Bastille), à Central Park. Ce nouveau festival célèbre la musique française.
Madison accueille aussi un festival de la musique électronique, le Reverence. Le Folkball est un festival de musique du monde et de danse traditionnelle se tenant chaque année en janvier.

### Art
Les musées sont le Chazen Museum of Art de l'université du Wisconsin à Madison (anciennement l'Elvehjem Museum), le Wisconsin Historical Museum (entretenu par la Wisconsin Historical Society), le Wisconsin Veterans Museum, le Madison Children's Museum, et le Madison Museum of Contemporary Art. Madison est aussi le centre où se trouvent diverses galeries d'art indépendantes. Madison accueille l'annuel Art Fair on the Square, une exposition, et son complément l'Art Fair Off the Square.

### Architecture

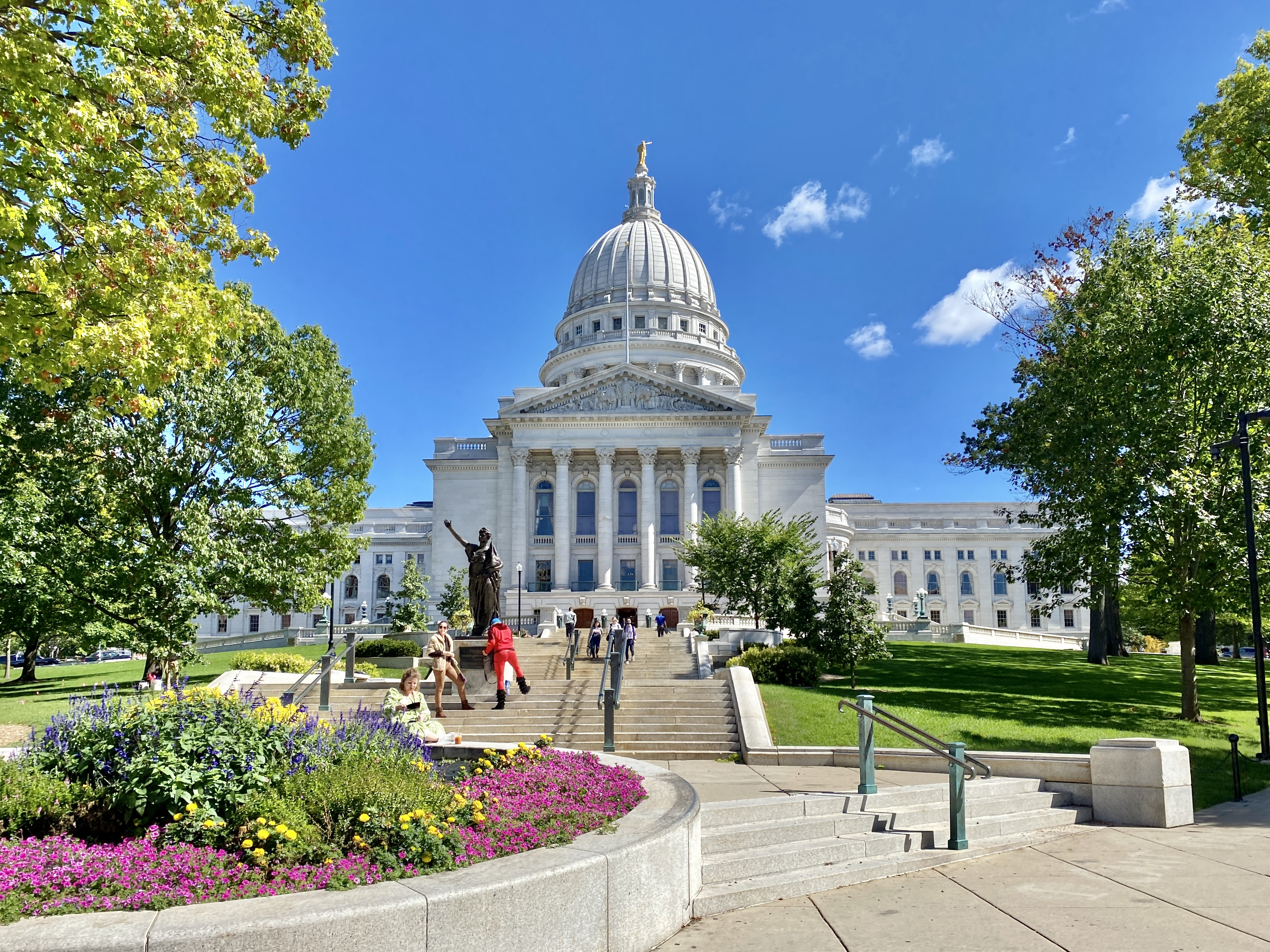
Wisconsin State Capitol

Le dôme du Capitole de l'État du Wisconsin, fortement inspiré de celui de Washington, est le joyau de Madison ; il est visible de n'importe où dans l'agglomération grâce sa position sur l'isthme (et une loi d'état limitant la hauteur des immeubles à un mile alentour).
L'architecte Frank Lloyd Wright passa la plupart de son enfance à Madison et étudia brièvement à l'université. Wright dessina l'Usonia. La Monona Terrace, un centre de conférences sur le lac Monona, a été dessiné par l'architecte Anthony Puttnam.

### Sports
Les Badgers du Wisconsin (NCAA) évoluent au Kohl Center (basket-ball et hockey sur glace) et au Camp Randall Stadium (football américain).

### Madisoniens notables
Personnes notables en rapport avec Madison :
- Tammy Baldwin, membre du congrès
- Connie Carpenter-Phinney, cycliste
- Chris Farley, acteur et humoriste ayant grandi à Madison
- Russ Feingold, Sénateur américain
- Mike Gosling, joueur de baseball professionnel
- Benjamin Heckendorn, créateur de jeu vidéo portable
- Beth Heiden, Patineur de vitesse olympique
- Eric Heiden, Patineur de vitesse olympique
- Phil Hellmuth, joueur de poker professionnel
- Mark Johnson, Équipe Olympique de Hockey (US) en 1980, Ligue nationale de hockey
- Philip Kessel, joueur de la Ligue nationale de hockey
- Aldo Leopold, écologiste
- Kid Nichols, membre du Temple de la renommée du baseball
- Chris Noth, acteur
- Vinnie Ream, sculpteur de Lincoln sur la rotonde du Capitol
- Bob Suter Équipe Olympique de Hockey (US)en 1980, Ligue nationale de hockey
- Ryan Suter, joueur de la Ligue nationale de hockey
- Jan Vansina, anthropologue africaniste
- Bradley Whitford, acteur
- Frank Lloyd Wright, architecte

Écrivains et journalistes :
- Kevin Henkes, auteur de livres pour enfant
- Frederic Prokosch, écrivain né à Madison en 1908
- John Roach, auteur
- Thornton Wilder, auteur de pièces de théâtre
- Patrick Rothfuss, auteur de fantasy

### Lieux d'intérêt
- Alliant Energy Center Le Veteran's Memorial Coliseum
- Babcock Hall Dairy Store
- Camp Randall Stadium
- Chazen Museum of Art
- Zoo Henry Vilas
- Hilldale Shopping Center
- Le Kohl Center
- Monona Terrace, centre de conférence situé au bord du lac Monona
- Memorial Union
- Olbrich Botanical Gardens
- Overture Center pour les Arts
- State Street
- Les principaux centres commerciaux, East Towne Mall et West Towne Mall
- Université du Wisconsin à Madison
- Université du Wisconsin-Madison Arboretum
- Université du Wisconsin Field House
- Université du Wisconsin Memorial Union
- Musée Géologique de l'Université du Wisconsin
- Wisconsin Historical Society
- Capitole de l'État du Wisconsin

## Source
- (en) Cet article est partiellement ou en totalité issu de l’article de Wikipédia en anglais intitulé « Madison, Wisconsin » (voir la liste des auteurs).

1. ↑  « U.S. Census QuickFacts », United States Census Bureau (consulté le 12 août 2021)
2. ↑  (en) Historic Madison, Inc., Madison's Past – Early History.
3. ↑  « Wisconsin State Capitol Tour », État du Wisconsin (consulté le 24 mai 2007).
4. ↑  « Dictionary of Wisconsin History: Four Lakes », Wisconsin Historical Society (consulté le 24 octobre 2006).
5. ↑  « Madison Weather », US Travel Weather (consulté le 7 avril 2007)
6. ↑  Metro Transit System.
7. ↑  
(en) Matthew DeFour, « Rail, streetcar plans compete for support », Wisconsin State Journal, 24 avril 2007 (consulté le 12 juin 2012), A1, A5.
8. ↑  Canby, Vincent « The War at Home ». The New York Times.
9. ↑  « Fair Wisconsin News Release » (consulté le 14 avril 2007).
10. ↑  « Key Ballot Measures », CNN.com (consulté le 16 avril 2007).
11. ↑  « Mayors Against Illegal Guns: Coalition Members ».
12. ↑  (en) « U.S. Census Bureau QuickFacts: Madison city, Wisconsin », sur census.gov, Bureau du recensement des États-Unis (consulté le 9 août 2024).
13. ↑  (en) « Madison, PA Population - Census 2010 and 2000 », sur censusviewer.com (consulté le 27 avril 2016).
14. ↑  (en) « Population of Wisconsin - Census 2010 and 2000 », sur censusviewer.com (consulté le 27 avril 2016).
15. 1 2  (en) « Poverty status in the past 12 months », sur factfinder.census.gov.
16. ↑  (en) « Language spoken at home by ability to speak English for the population 5 years and over ».
17. ↑  Madison Metropolitan School District.
18. ↑  Edgewood High School
19. ↑  « Faith Haven », Madison, Wis. Capitol Times, 13 octobre 2006.
20. ↑  Isthmus
21. ↑  The Madison Times.
22. ↑  Wisconsin Sports Weekly
23. ↑  The Madison Observer
24. ↑  The Simpson Street Free Press.
25. ↑  « Best Unemployment » Forbes, 4 mai 2005.
26. ↑  "Best Places for Business Forbes, 22 mai 2006.
27. ↑  Promega
28. ↑  Third Wave Technologies.
29. ↑  Nimblegen.
30. ↑  « Best Hospitals 2006: University of Wisconsin Hospital and Clinics, Madison » [archive du 14 janvier 2006], U. S. News and World Reports, 2006 (consulté le 12 septembre 2006).
31. ↑  St. Mary's Hospital.
32. ↑  Wisconsin Historical Museum.
33. ↑  Wisconsin Veterans Museum
34. ↑  Madison Children's Museum.
35. ↑  « 1989 Wisconsin Act 222 », Wisconsin, 12 avril (consulté le 3 octobre 2006).